# Hadji Chalabi Khan
 (août 2017).
Si vous disposez d'ouvrages ou d'articles de référence ou si vous connaissez des sites web de qualité traitant du thème abordé ici, merci de compléter l'article en donnant les références utiles à sa vérifiabilité et en les liant à la section « Notes et références ».
Hadji Chalabi Khan, né en 1703, décédé en 1755, est un khan, fondateur du Khanat de Chaki, par lequel il régna sur l'Azerbaïdjan de 1743 à sa mort. Il est un fils distant[Quoi ?] du Sultan Hasan (en), lui-même petit fils de Mustafa Çelebi.